# David Preston
David Preston – kanadyjski ekonomista i dyplomata, były ambasador Kanady w Polsce.
Jest absolwentem studiów ekonomicznych na Uniwersytecie Kolumbii Brytyjskiej w Vancouver. W 1972 wstąpił do służby dyplomatycznej. Pracował na placówkach w Dżakarcie, Akrze i Canberze. W centrali w Ottawie pełnił funkcje m.in. dyrektora ds. stosunków ekonomicznych z krajami rozwijającymi się oraz dyrektora ds. stosunków transgranicznych z USA.
W latach 1999–2002 był wysokim komisarzem w Bangladeszu. Następnie w latach 2002–2003 odpowiadał za stosunki z krajami Europy Wschodniej, zaś w 2003 objął funkcję dyrektora generalnego ds. Europy Środkowej, Wschodniej i Południowej. Od 2006 pracował na placówce w Warszawie. W 2009 roku zastąpił go na stanowisku ambasadora Daniel Costello.